# Boulevard Gallieni (Neuilly-Plaisance)
Pour les articles homonymes, voir Boulevard Gallieni.
Le boulevard Gallieni est une voie de communication de Neuilly-Plaisance.

## Situation et accès

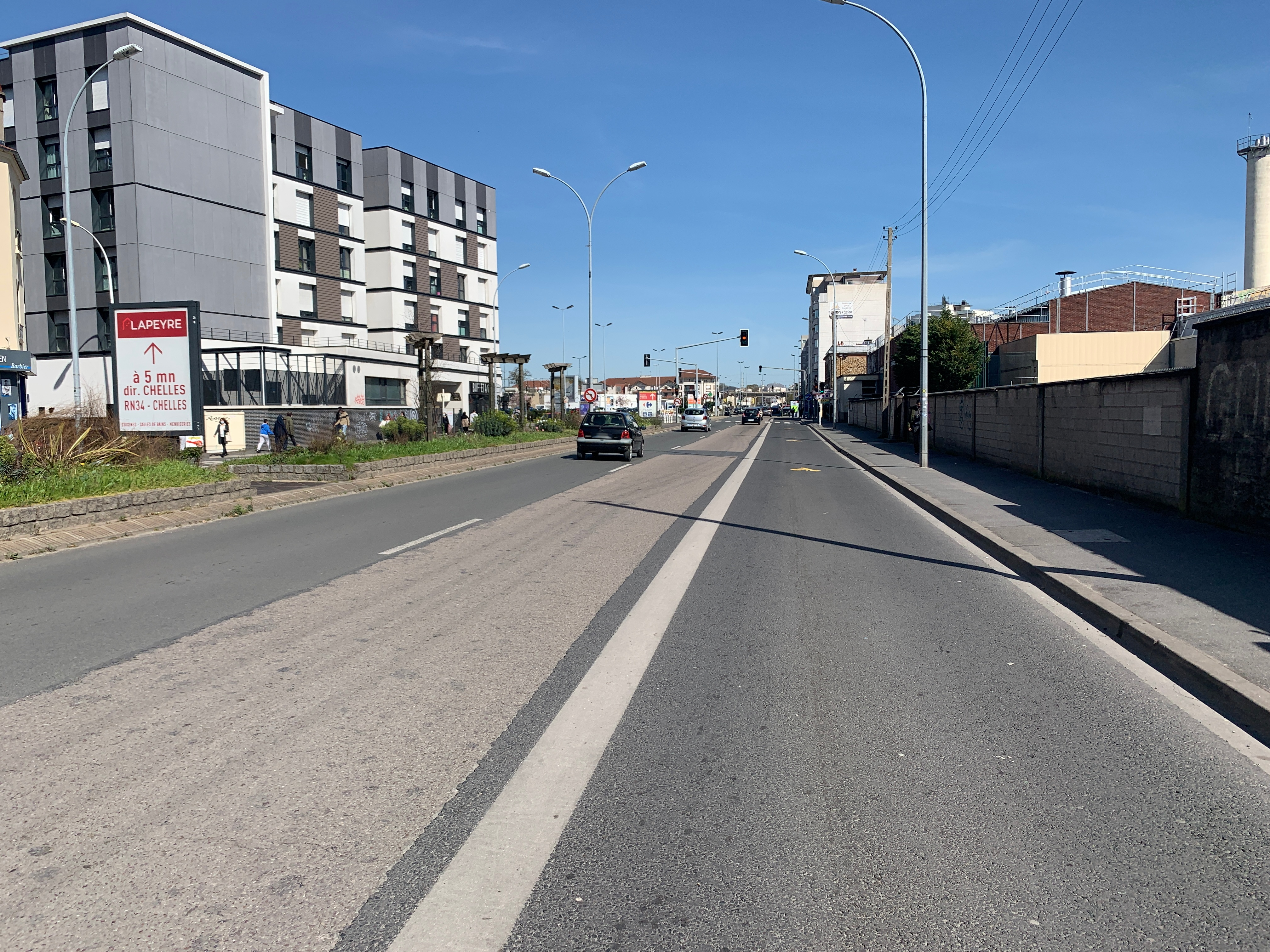
Boulevard Gallieni, printemps 2021.

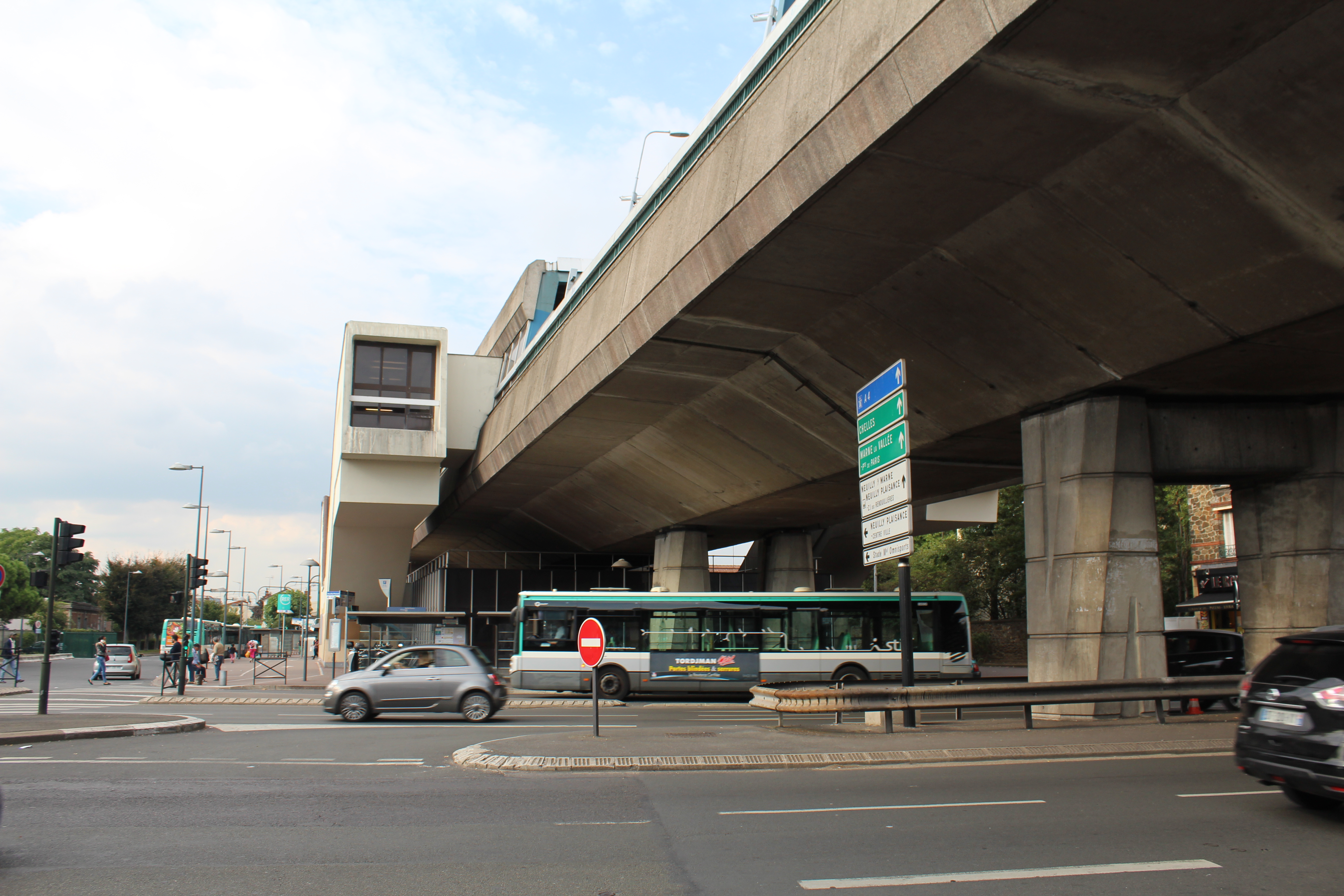
Gare RER Neuilly-Plaisance.

Orienté d'ouest en est, ce boulevard suit le tracé de la route nationale 34. Il rencontre entre autres l'avenue Victor-Hugo et se termine dans l'axe du boulevard du Maréchal-Foch (anciennement rue de Paris).
Il est desservi par la gare de Neuilly-Plaisance, sur la ligne A du RER d'Île-de-France qui surplombe le boulevard sur le viaduc de Neuilly-Plaisance.

## Origine du nom

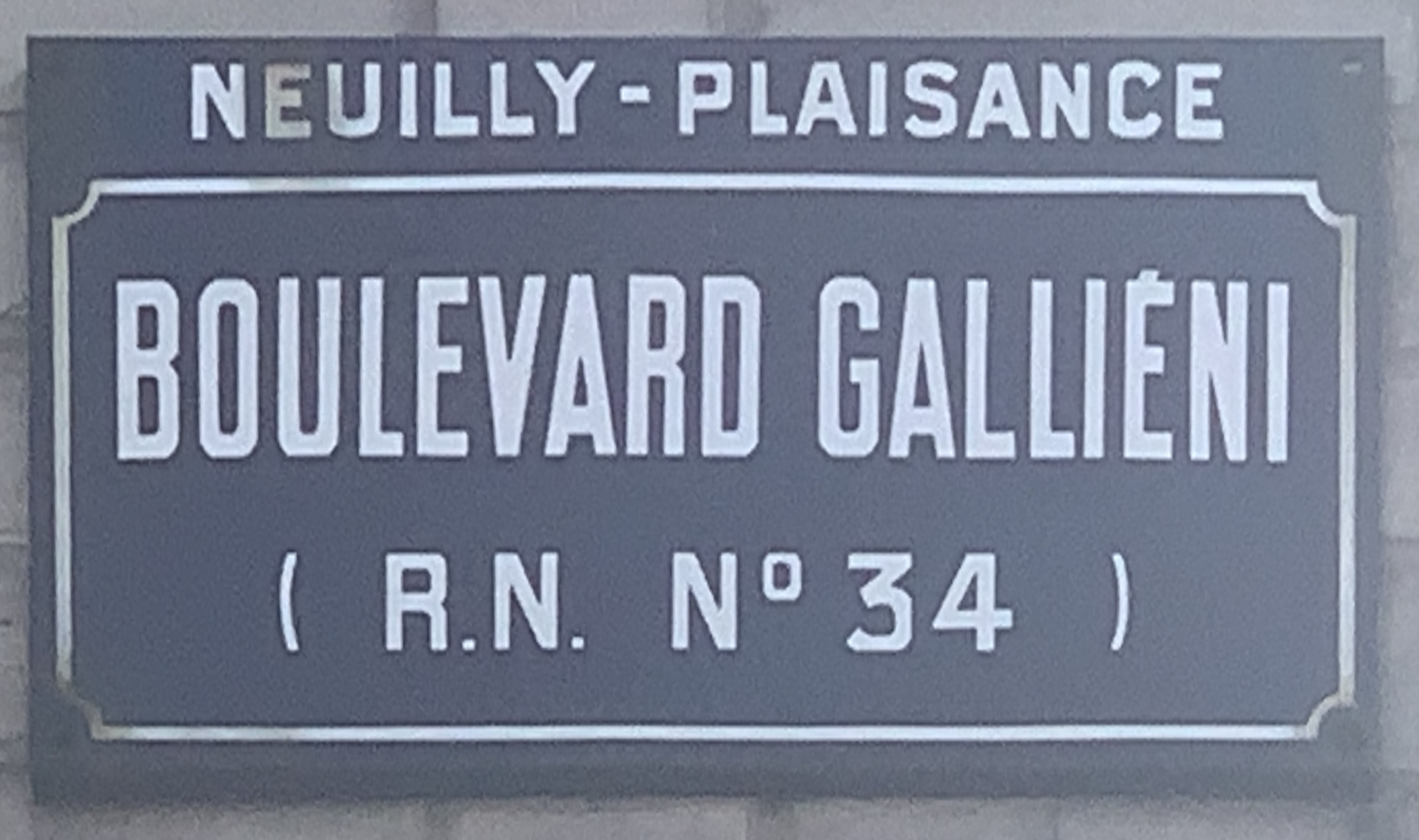
Plaque émaillée du Boulevard Gallieni, en 2021. On note l'accentuation erronée du e de Gallieni.

Après la fin de la Première Guerre mondiale, ce boulevard reçoit le nom de Joseph Gallieni (1849-1916), maréchal de France, défenseur de Paris lors de la Première Guerre mondiale en 1914.

## Historique

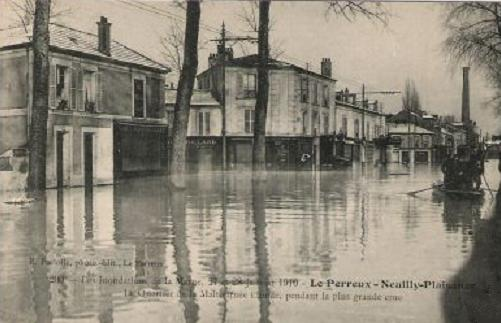
La Maltournée, crue de 1910.

Le boulevard Gallieni s'appelait autrefois boulevard de la Marne.
Il était parcouru par la ligne de tramway no 116.
Sa proximité avec le fleuve entraîne son inondation lors de la crue de la Seine de 1910.

## Bâtiments remarquables et lieux de mémoire

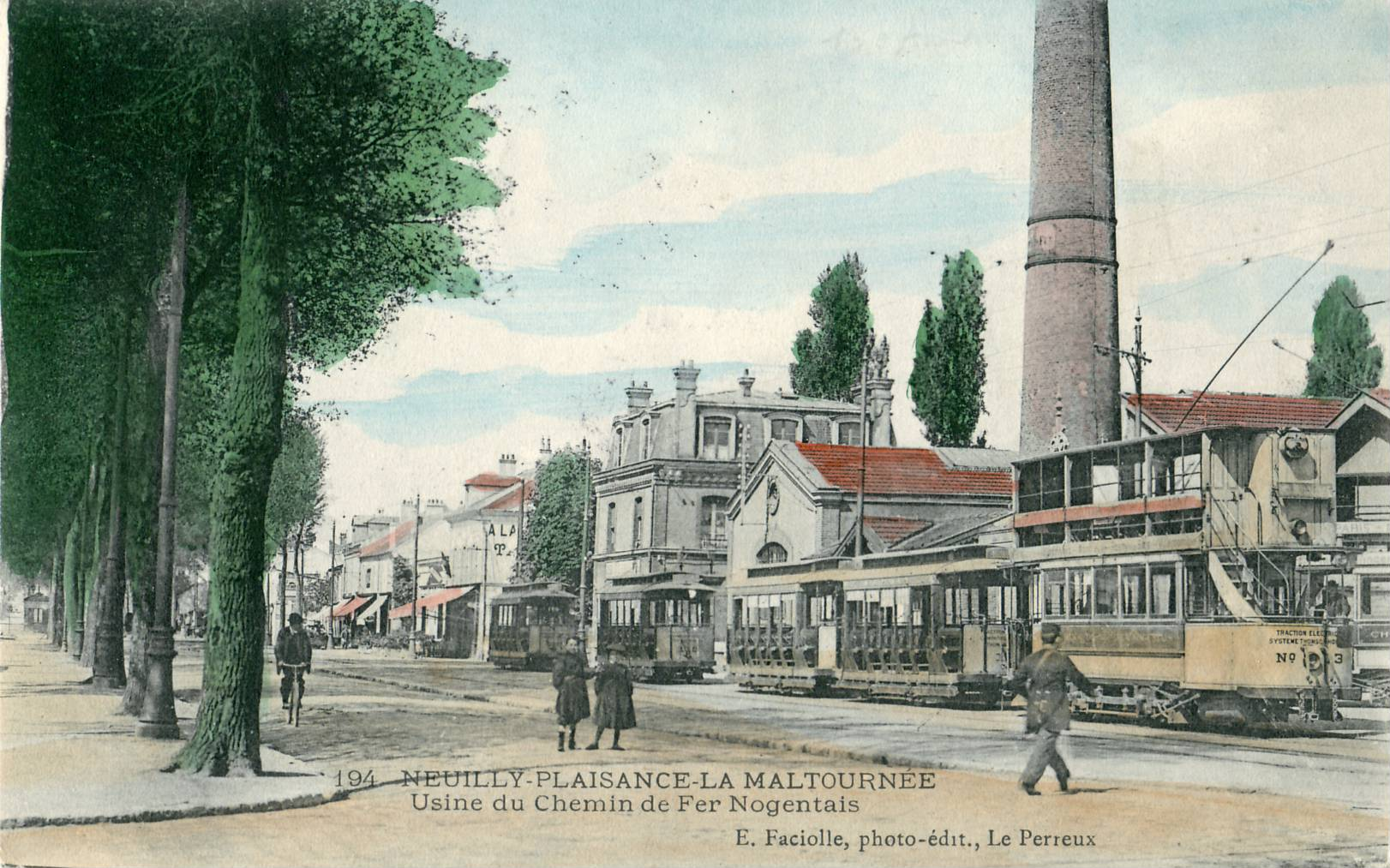
Usine des Chemins de fer nogentais. Carte colorisée, vers 1900.

- Centre bus des Bords de Marne, qui prend la succession de l'ancienne usine des Chemins de fer nogentais, encore appelée dépôt de La Maltournée[4].
- Emplacement de l'ancien monument aux morts de La Maltournée, érigé en 1920, en mémoire des agents de la RATP morts pour la France en 1914-1918[5].
- Une stèle à la mémoire des morts de 1939-1945[6].
- Voie Lamarque, espace vert établi sur une ancienne voie ferrée construite par Lamarque, propriétaire de carrières de gypse, destinée à l'acheminer au fleuve[7]. Elle fut fermée dans les années 1960[8].
- Centre commercial Le Baobab.